# Iločki
| Iločki              | Iločki                                                                                             |
| ------------------- | -------------------------------------------------------------------------------------------------- |
|                     | |
| Staat               | Kroatien, Ungarn                                                                                   |
| Stammhaus           | Orahovički                                                                                         |
| Titel               | Gespan (Graf), Woiwode (Herzog), Ban (Vizekönig), Palatin (Pfalzgraf), König                       |
| Gründer             | Gug (Göge)                                                                                         |
| Aktuelles Oberhaupt | ausgestorben                                                                                       |
| Gründung            | 13. Jahrhundert in der mittelalterlichen Gespanschaft Dubica (Region des sog. „Unteren Slawonien“) |
| Aussterben          | 1524                                                                                               |
|                     | |

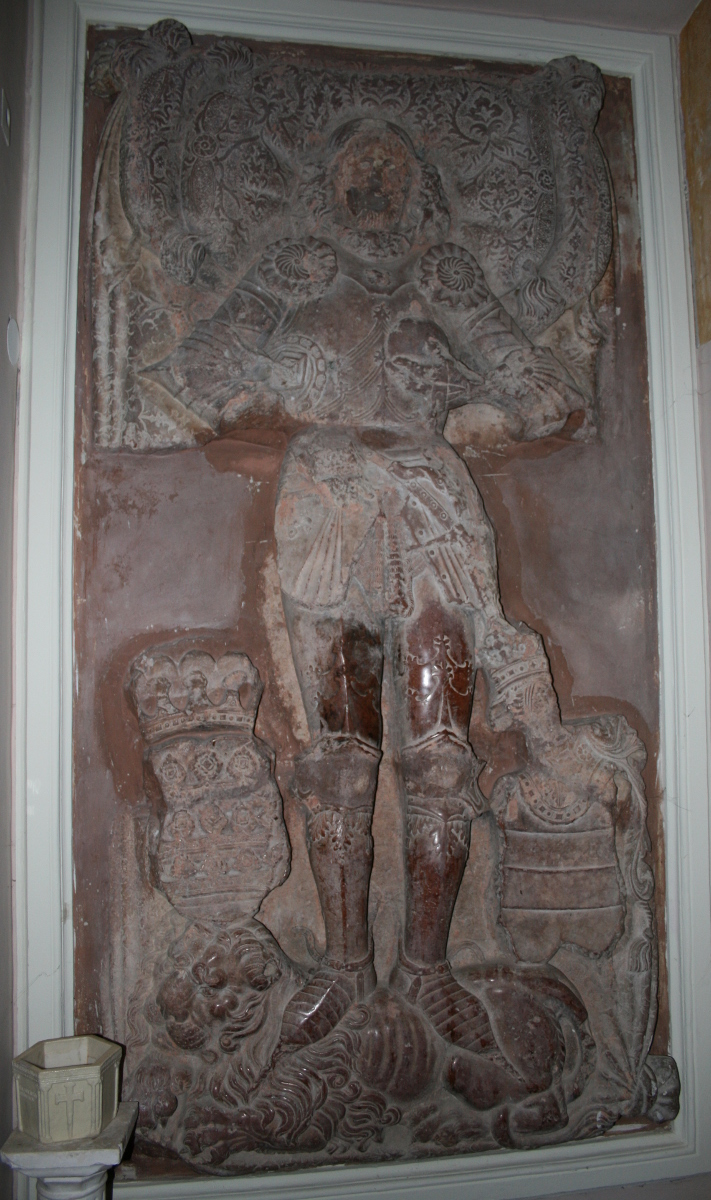
Grabstein von Nikola Iločki (1410–1477) in der Kirche von St. Johann Kapistran in Ilok, Kroatien

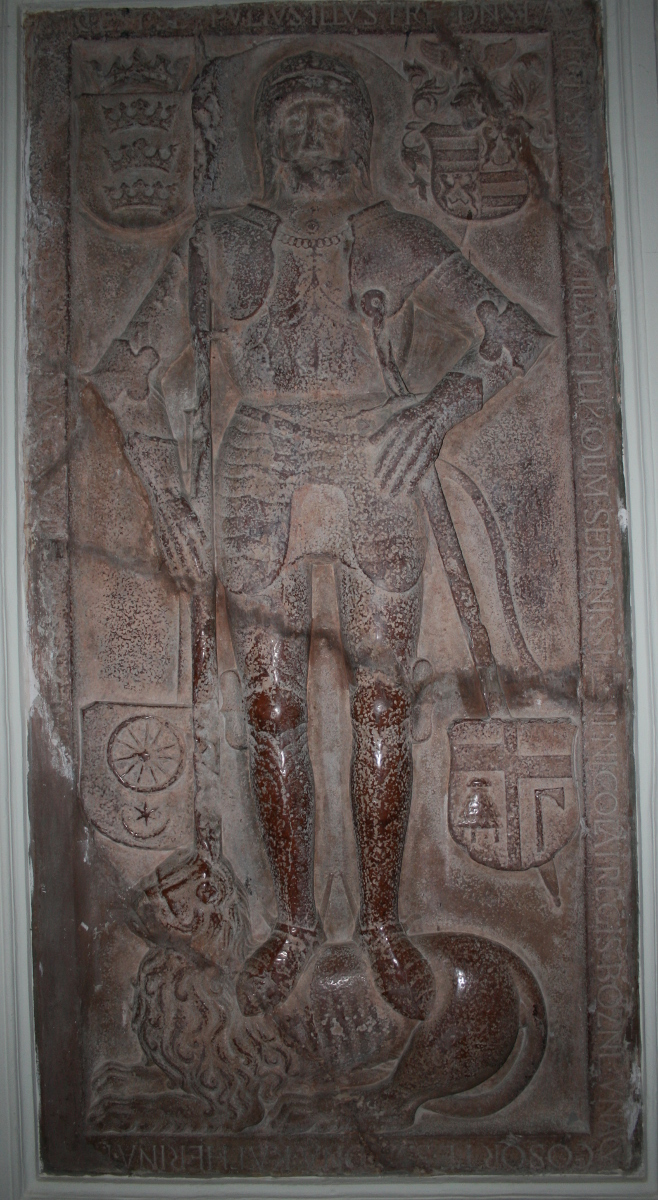
Grabstein von Lovro Iločki (1459–1524) in der Kirche von St. Johann Kapistran in Ilok, Kroatien

Adelsgeschlecht Iločki (deutsch Illotschki; ungarisch Újlaki; veraltet auch de Illoch, de Wylak, de Voilack usw.) war ein altes kroatisches aristokratisches Geschlecht im spätmittelalterlichen vereinigten Kroatisch-ungarischen Königreich, das eine wichtige und bedeutende Rolle in den turbulenten Ereignissen der damaligen Zeit spielte. Es entstammte dem Gug (oder Göge), einem Mitglied des niederen Adels in der Region „Niederes Slawonien“ im 13. Jahrhundert. Die Iločkis (mit der Bedeutung „diejenigen von Ilok“, heute eine Stadt im äußersten Osten Kroatiens) besetzten hohe staatliche Ämter und trugen hohe Adelstitel (wie z. B. Ban von Slawonien, Woiwode (Herzog) von Siebenbürgen, Palatin (Pfalzgraf) von Ungarn u. a.) fast zwei Jahrhunderte lang. Einer von ihnen, Nikola Iločki (Nikolaus von Ilok), der mächtigste von allen Mitgliedern des Geschlechts, war ab 1471 bis 1477 nominal König von Bosnien.

## Geschichte des Geschlechts
Das Geschlecht stammt aus einem alten Adelsgeschlecht bekannt als Orahovički (ungarisch Raholcai; „diejenigen von Orahovica“), da sie die Herrschaft Orahovica im mittelalterlichen Komitat Križevci besaßen. Gug, der älteste bekannte Angehörige des Geschlechts, hatte Grundbesitze im Raum Dubica im „Niederen Slawonien“ und deshalb sind die Historiker der Meinung, dass die Familie von dort stammt.
Gugs Nachfahren erwarben später einige neue Grundbesitze im damaligen Slawonien (Zrin, Bukovica, Viljevo und Jošava), sowie in Ungarn (Burgschloß/Palota) und der Slowakei (Freistadt an der Waag/Galgóc, bzw. Hlohovec). 1364 verlieh ihnen König Ludwig I. von Anjou die großartige und gewaltige Burg Ilok, zusammen mit dazugehörigem Grundbesitz, und so wurden sie Iločki.
Von drei Söhnen Gugs (Ivan/Johann, Grgur/Gregor und Stjepan/Stefan) war Ivan der Geschickteste, der königlicher Sonderbeauftragter wurde. Ivans Sohn Lovro I. / Lorenz /, genannt Slaven (lateinisch Sclavus; ungarisch Tót; deutsch Der Slawe), nahm bei den Kriegszügen König  Karls I. Robert von Anjou, zusammen mit seinen Brüdern Ugrin, Egidije/Egidius, Jakov/Jakob und Ivan II., teil, und wurde zum königlichen Fahnenträger (seit 1312), danach zum Kastellan, sowie Gespan mehrerer kroatischer, slowakischer und ungarischer Gespanschaften (Nitra, Varaždin, Sopron und Vas), und wurde schließlich 1344 zum königlichen Kammerherrn ernannt. Sein Spitzname (Der Slawe) deutet darauf hin, dass er einen kroatischen Ursprung hatte.
Als Lovro I. 1349 starb, war es seinen drei Söhnen (Nikola I. / Nikolaus /, Bartol / Bartholomäus / und Lenkus) gelungen, die steigende Macht der Familie zu behalten und erweitern. Nikola I., genannt Kont, der bedeutendste von ihnen, verbrachte einige Zeit in Italien und führte die Armee König Ludwigs I. von Anjou in den dortigen Kriegen, wo er auch seinen Spitznamen erhielt (Kont: italienisch Conte = Graf). Um die Mitte des 14. Jahrhunderts wurde er einer der wichtigsten Magnaten im Königreich und erwarb neue Titel und Besitze. Zwischen 1345 und 1351 war er königlicher Mundschenk, bzw. Schenk, danach Woiwode (Herzog) von Siebenbürgen (1351–1356) und schließlich (1356–1367) ungarischer Palatin  (zwischenzeitlich auch Gespan vieler Gespanschaften).
1364 verlieh König Ludwig die Herrschaft Ilok seinem Palatin Nikola I. und dessen Neffen Ladislav / Ladislaus /, dem Sohn des bereits verstorbenen Lenkus. Die beiden zogen so den Familiensitz um sofort nach Ilok, und ihren Nachfahren begannen sich etwas später Iločki zu nennen. Nikola I. wurde von beiden seiner Söhne, Nikola II. († 1397) und Bartol II. († 1393), nachgefolgt, aber sie erreichten die Macht und Einfluss ihres Vaters nicht. Auch die nächste Generation der Familie war nicht so erfolgreich. Bartols II. Söhne, Ladislav († 1418) und Mirko / Emmerich / († 1419), waren Bane von Mačva (heute Nordwesten Serbiens) und Gespane von Baranja und Srijem.
Erst Nikola V., einer der fünf Söhne von Ladislav Iločki, brachte die Familie zu ihren Höhepunkt. 1410 geboren, diente er mehreren Königen, von Sigismund (der Luxemburger) bis Matthias Korvin, und war Träger folgender Titel: Ban von Slawonien, Mačva und Usora, Woiwode (Herzog) von Siebenbürgen und König von Bosnien. Als König, hatte er die Macht nur im nordöstlichen Teil Bosniens, wobei der Rest des Landes von den Osmanen erobert wurde. Während seines Lebens erlebte die Stadt Ilok ihre „goldene Ära“. Als er 1477 starb, von seinen vielen Kindern überlebte ihn nur ein Sohn, Lovro III.
Aus seiner Hochburg Ilok verwaltete Lovro III. (* 1459; † 1524) seinen riesigen Grundbesitz und nahm erheblichen Einfluss auf die stürmischen Ereignisse der damaligen Zeit, fast wie sein Vater. Er trug die Titel Ban von Mačva und Herzog von Bosnien. Gegen Ende seines Lebens (1518) wurde er zum königlichen Richter ernannt. Mit seinem Tod 1524 erlosch dieses angesehene und bedeutende Adelsgeschlecht.

## Bekannteste Angehörige des Adelsgeschlechts
- Lovro I. Der Slawe, († 1349) – Kastellan, Gespan, königlicher Kammerherr
- Nikola I. Kont, († 1367) – Gespan, Schenk, Woiwode (Herzog) von Siebenbürgen, ungarischer Palatin
- Ladislav († 1418) – Ban von Mačva
- Nikola V. (* 1410; † 1477) – Ban von Slawonien, Mačva und Usora, Woiwode von Siebenbürgen, König von Bosnien.
- Lovro III. (* 1459; † 1524) – Ban von Mačva, Herzog von Bosnien, königlicher Richter